# Carlos de Lyra
|  | No s'ha de confondre amb Carlos Lyra. |

Carlos de Lyra   (Recife, 23 de novembre de 1927 - São Paulo, 21 de juliol de 1974) va ser un matemàtic brasiler.

## Vida i obra
El seu pare, Carlos de Lira Filho, era d'una rica família i ell mateix era director i propietari del Diario de Pernambuco. La seva mare, Elizabeth Lau, segona esposa del seu pare, era d'origen alemany i, en morir el seu marit, es va tornar a casar el 1936 amb un corredor de borsa estatunidenc i se'n va anar a viure a Nova York amb els seus dos fills, Carlos i George; aquest darrer seria un notable pintor als Estats Units. De Lyra va cursar els estudis secundaris a Nova York fins al 1945 quan es va graduar amb honors. Tot i que podia optar per la ciutadania estatunidenca, va preferir tornar al Brasil i fer el servei militar allà.
A partir de 1946 va estudiar matemàtiques a la universitat de São Paulo, en la qual va tenir com professors André Weil i Jean Dieudonné quan treballaven en aquesta universitat. Es va graduar el 1950 i va marxar a París on va participar en el seminari Henri Cartan i va assistir a les classes de Witold Hurewicz al Collège de France. A París, va conéixer la seva futura esposa, la física Leda Lacerda, i va participar en els cercles intel·lectuals brasilers amb el pintor Geraldo de Barros i l'escriptor Clàudio Abramo.
El 1953 Leda, embarassada, va retornar al Brasil i ell la va seguir poc després. El 1954 va ser contractat cm professor auxiliar d'anàlisi matemàtica a la universitat de São Paulo, juntament amb Elza Furtado Gomide. El 1956 ja va organitzar un seminari setmanal de topologia algebraica, el 1957 va publicar una monografia sobre les varietats kahlerianes basat en les classes que havia impartit Jean-Louis Koszul i el 1958 va defensar la seva tesi doctoral sobre homotopia. El curs 1960-61 va ser a l'Institut d'Estudis Avançats de Princeton. Va ser un dels relators de l'informe que es va fer sobre els greus enfrontaments que va haver entre estudiants de la universitat de Sao Paulo i estudiants de la universitat presbiteriana Mackenzie, alguns d'aquests darrers armats i pertanyents al Comado de Caça aos Comunistas.
El 1970 va passar a l'Institut de Matemàtiques i Estadística de la universitat, però, malauradament, va morir repentinament el 1974 d'un tumor cerebral.
De Lyra va influenciar enormement el desenvolupament de la matemàtica al Brasil invitant a nombrosos matemàtics estrangers i amb el seu llibre d'introducció a la topologia (1957), que va ser el primer llibre d'aquest tema escrit en portuguès.